# Efavirenz
Efavirenz (zaščiteni imeni Sustiva in Stocrin) je protivirusna učinkovina iz skupine nenukleozidnih zaviralcev reverzne transkriptaze (NNRTI), ki se uporablja kot del visokoaktivnega protiretrovirusnega zdravljenja (HAART) pri okužbah z virusom HIV (tipa 1).
Efavirenz se v kombinaciji z drugimi protiretrovirusnimi zdravili uporablja tudi pri zaščiti po izpostavljenosti za zmanjšanje tveganja za okužbo pri posameznikih, ki so bili izpostavljeni visokemu tveganju za okužbo z virusom HIV (npr. vbod z injekcijsko iglo, nekatere oblike nezaščitenega spolnega odnosa ...).
Na trgu je tudi kombinirana tableta, ki vsebuje poleg efavirenza še emtricitabin in tenofovir (zaščiteno ime je Atripla) in predstavlja celotno HAART-zdravljenje v obliki ene tablete, ki se jemlje enkrat dnevno. FDA je zdravilo odobrila julija 2006.

## Zgodovina
FDA je efavirenz odobrila 21. septembra 1998 in tako je postal 14. protiretrovirusno zdravilo, odobreno na trgu.

## Indikacije
Efavirenz se uporablja za zdravljenje okužb s HIV-om. Nikoli se ne uporablja samostojno, temveč zmeraj sočasno z drugimi zdravili. Odločitev o tem, kdaj je bolnika treba začeti zdraviti, je odvisna od števila njegovih celic CD4, virusnega bremena, predhodnega zdravljenja, odpornosti na zdravila in od bolnikovih preferenc.

## Mehanizem delovanja
Efavirenz spada med zaviralce reverzne transkriptaze, ki je pomemben encim za razmnoževanje virusa HIV, saj omogoči prepisovanje RNK v DNK. Tako nukleozidni kot nenukleozidni zaviralci zavirajo delovanje tega encima, s tem da se prvi vežejo na aktivno mesto, drugi pa na alosterično mesto na encimu.
Efavirenz ni učinkovit proti virusu HIV tipa 2, ker ima alosterično mesto encima pri tem virusu drugačno strukturo.

## Odmerjanje
Običajni odmerek za odrasle je 600 mg enkrat na dan. Po navadi se vzame na prazen želodec pred spanjem, da se zmanjšajo nevrološki in psihiatrični neželeni učinki.
Pri sookužbi s tuberkulozo se običajno daje odmerek 800 mg v kombinaciji z rifampicinom.

## Medsebojno delovanje zdravil
Pri efavirenzu prihaja do naslednjih medsebojnih delovanj zdravil:
- Efavirenz se presnavlja v jetrih in izkazuje tako spodbujanje kot zaviranje citokroma 3A4. Zatorej lahko pride do medsebojnega delovanja z drugimi zdravili, ki se prav tako presnavljajo s to izoobliko citokroma. Posledica je potreba bodisi po zmanjšanju bodisi po povečanju odmerka.
- Efavirenz povzroča nižje plazemske koncentracije večine zaviralcev proteaze. Odmerke amprenavirja, atazanavirja in indinavirja je zato včasih treba povišati. Plazemske koncentracije sakvinavirja se ob sočasni uporabi z efavirenzom tako znižajo, da teh dveh zdravil ne smemo uporabljati v kombinaciji.
- Pripravki s česnom ali s šentjanževko lahko znižajo krvne koncentracije efavirenza

## Neželeni učinki
- Psihiatrični učinki (nespečnost, zmedenost, izguba spomina in depresija) so pogosti[2],pri bolnikih z motnjami v delovanju ledvic ali jeter se pa lahko pojavijo tudi hujši simptomi, kot na primer psihoze.[3][4]
- Pojavijo se lahko tudi izpuščaj, siljenje na bruhanje, omotico ali glavobol.
- Efavirenz lahko povzroči poškodbe plodu, zato se ne sme uporabljati pri nosečnicah ali pri ženskah, ki lahko zanosijo.[5]
- Varnosti pri otrocih niso preučili.
- Uporaba efavirenza lahko povzroči lažno pozitivne rezultate pri nekaterih urinskih testih za ugotavljanje prisotnosti THC-ja.[6][7]